# Gewässerverschmutzung

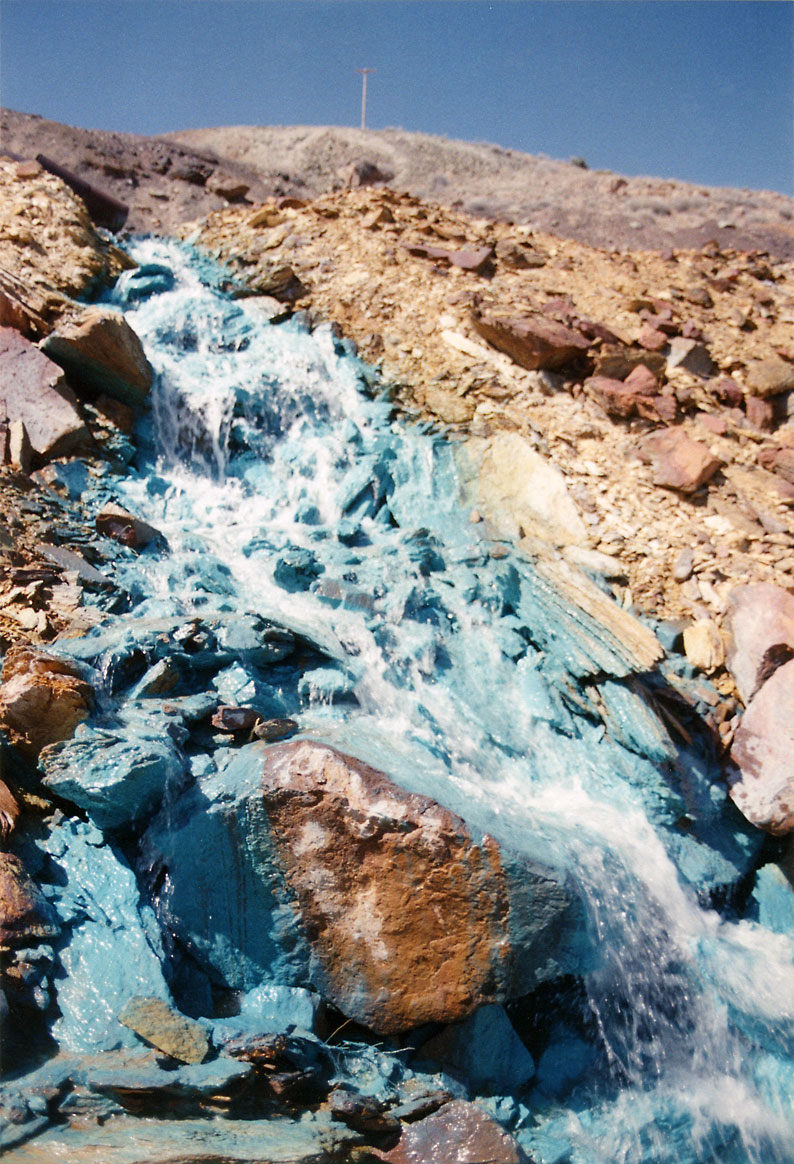
Giftige Ableitungen einer Industrieanlage

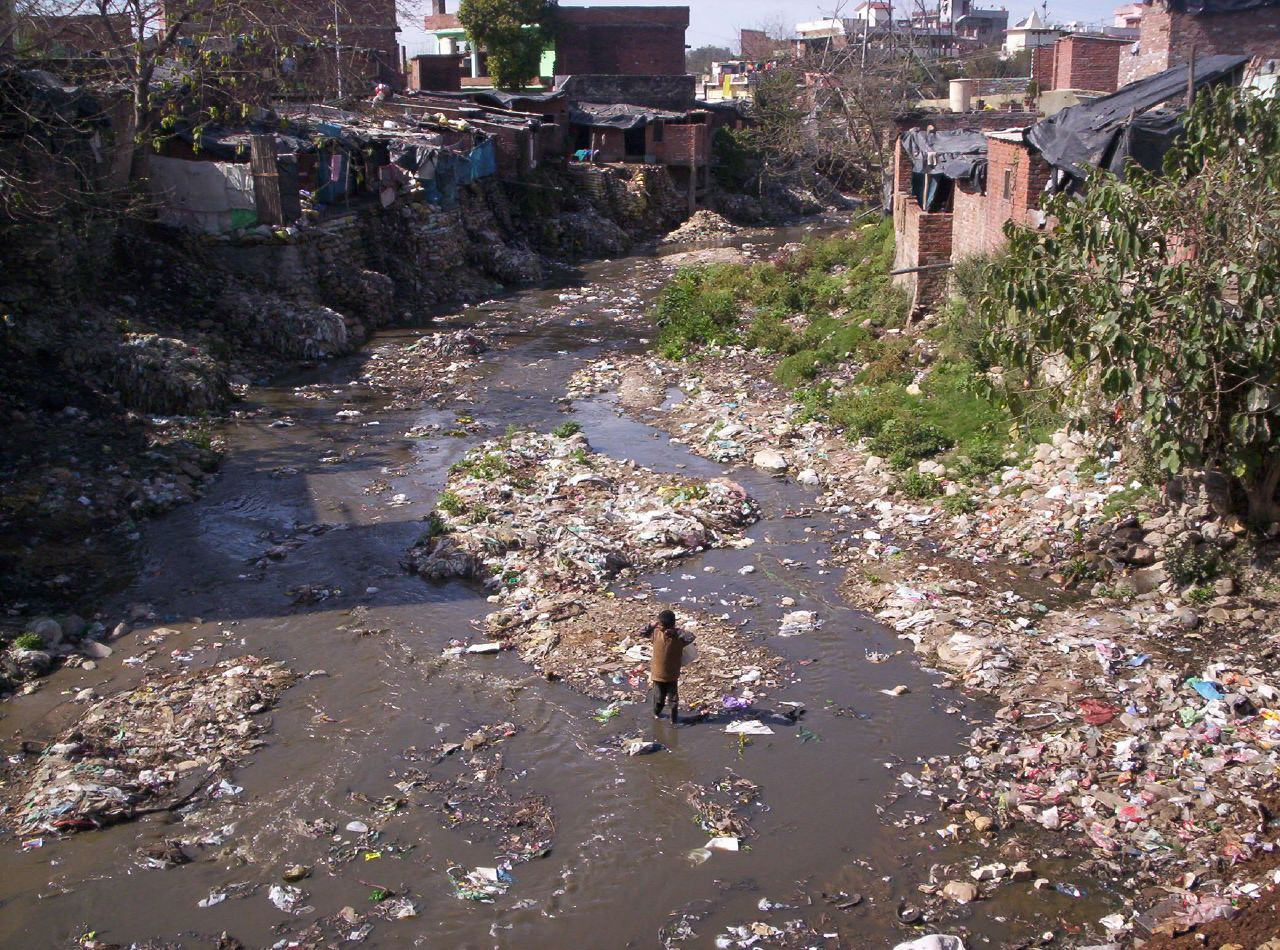
In vielen Teilen der Erde sind die Menschen sehr viel direkter von Wasserverschmutzung betroffen als in Europa. Dies gilt insbesondere für Bewohner von Slums

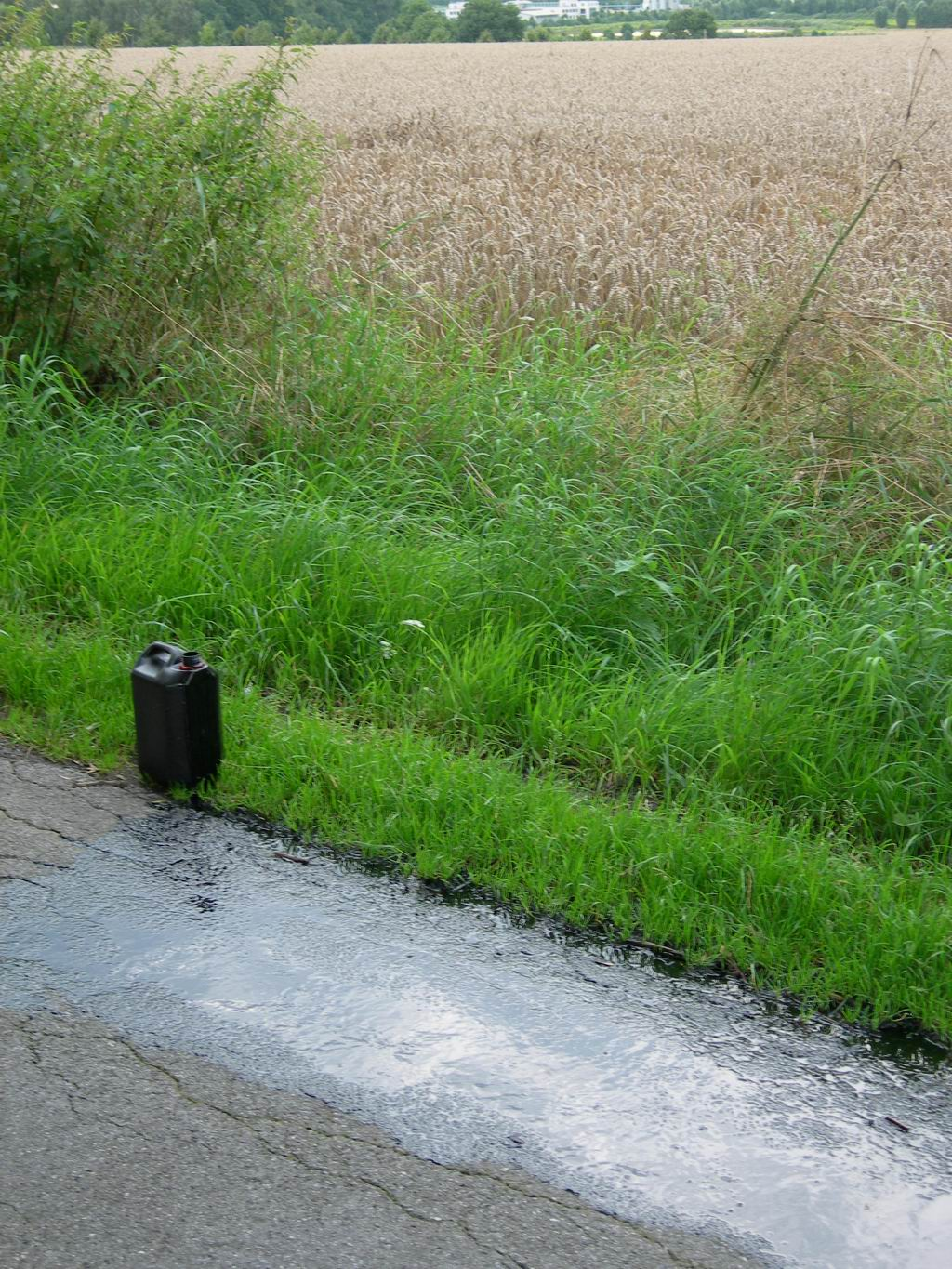
Illegale Altölentsorgung

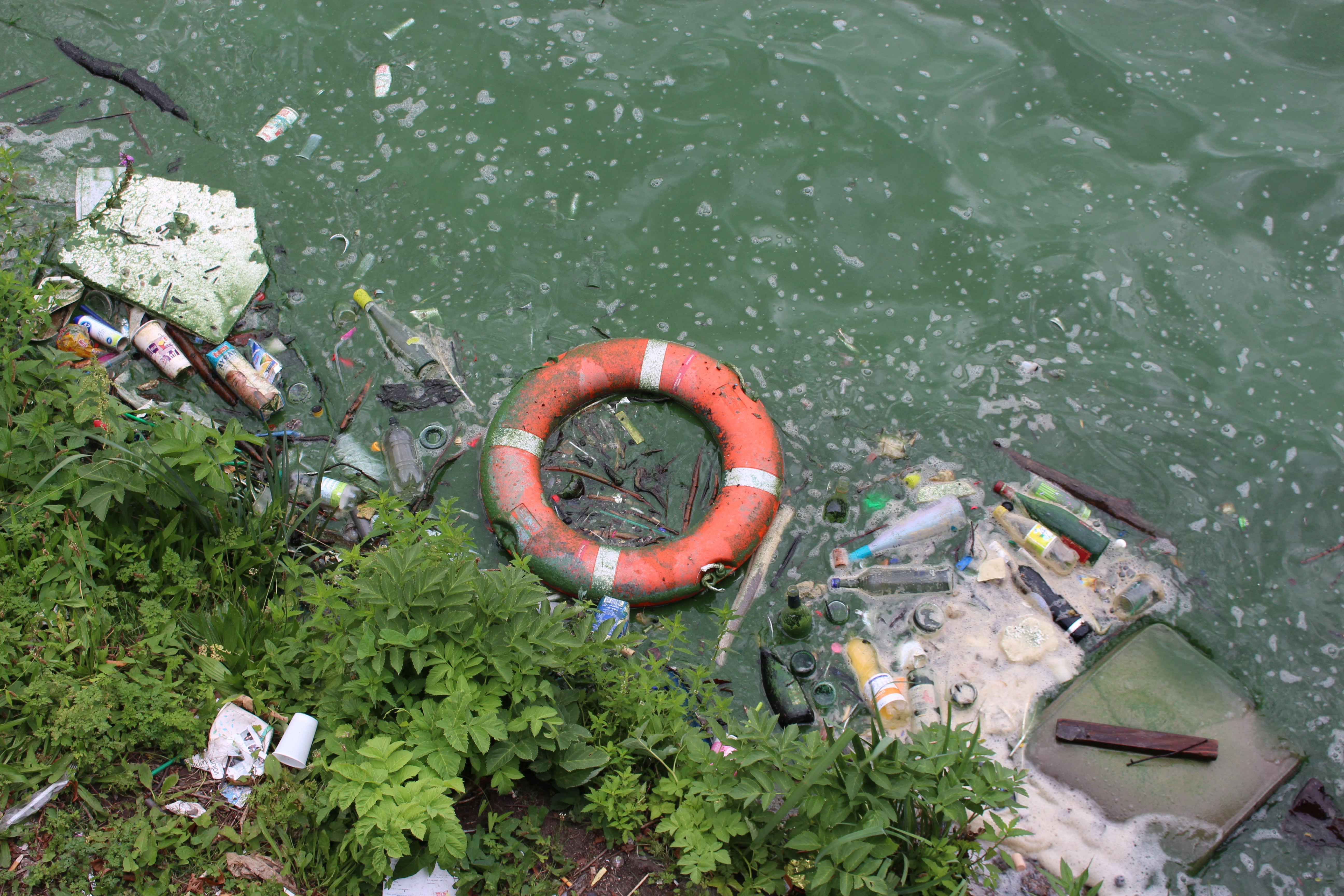
Verschmutze Binnenalster

Gewässerverschmutzung oder auch Wasserverunreinigung ist die anthropogen verursachte Verschmutzung von Oberflächengewässern (Flüssen, Seen, Meeren) und Grundwasser mit teilweise giftigen Substanzen, durch das Einleiten von Abwässern, das Auswaschen von in den Boden eingebrachten Schadstoffen (Düngemittel etc.), illegale Verklappung usw.
Als Gewässerverunreinigung wird dagegen eine absichtliche und gesetzeswidrige Gewässerverschmutzung bezeichnet, die strafbar ist.

## Überblick
Bei Gewässerverschmutzung werden Punktquellen und diffuse Belastungen unterschieden. Durch Punktquellen werden Belastungen unmittelbar in ein Gewässer eingebracht. Hierbei ist zu unterscheiden:
- Abwasser, das von Industrie und Gewerbe über betriebseigene Kläranlagen direkt eingeleitet wird (Direkteinleitungen)
- Abwasser, das von Industrie und Gewerbe über kommunale Kläranlagen indirekt eingeleitet wird (Indirekteinleitungen)
- Siedlungsabwasser, das über die kommunale Kanalisation abgeleitet wird.

Diffuse Belastungen gelangen nur mittelbar in das Gewässer, hierzu zählen 
- Einträge durch  die Landwirtschaft durch Dünger, Gülle, Pestizide etc., die zur Verunreinigung des Grundwassers beitragen
- Reifenabrieb, Öl und Auftausalze durch den Straßenverkehr
- Luftverschmutzung, die indirekt über belastete Niederschläge ins Wasser gelangt
- Sickerwässer aus Müllablagerungen, industriellen Altlasten oder ehemaligen Betriebsstandorten

Zusätzlich zu dieser permanent wirkenden Verschmutzung können Gewässer durch punktuelle Verschmutzungsanlässe, z. B. durch Unglücksfälle und Katastrophen belastet werden (siehe hierzu auch Störfall, sowie Liste von Chemiekatastrophen), etwa Großbrände in Industriebetrieben oder Gefahrgutunfälle. Obwohl diese sehr große öffentliche Aufmerksamkeit erregen und im betroffenen Gewässer starke akute Auswirkungen besitzen können, spielen sie in der langfristigen Bilanz der Verschmutzung eine untergeordnete Rolle. Überschlägig wird angenommen, dass in Deutschland grob etwa die Hälfte der Gewässerbelastung auf Punktquellen und die andere Hälfte auf diffuse Quellen zurückgeht, die Bilanz ist aber, je nach betrachtetem Schadstoff und Gewässer, individuell verschieden.
Diffuse Gewässerbelastungen sollen vor allem durch die großräumige Begrenzung von Emissionen vermindert werden. Eine große Rolle spielen auch Auflagen und Einschränkungen der Landnutzung, zum Beispiel Begrenzung der Düngermenge, um Überdüngung zu verhindern, Einrichtung von Gewässerrandstreifen, ohne Nutzung, als Pufferzone oder Versickerung von Oberflächenwässern, um diese durch eine Bodenpassage zu filtern, bevor sie das Gewässer erreichen. Zum Schutz des Trinkwassers werden besondere Wasserschutzgebiete mit verschärften Auflagen ausgewiesen. Jeder Landnutzer ist selbstverständlich verpflichtet, hier alle Normen und gesetzlichen Regelungen einzuhalten. Eine rechtliche Verantwortung für die dadurch verursachte Gewässerverschmutzung ist dann normalerweise nicht gegeben.
Direkte Gewässerbelastungen durch Punktquellen gelten rechtlich als sogenannte „Benutzungen“ des Gewässers, der Verursacher ist also ein Gewässerbenutzer, im rechtlichen Sinne. Sie sind gesetzlich erlaubt, wenn der Verursacher eine „Befugnis“, im deutschen Recht normalerweise in Form einer „Erlaubnis“, dazu besitzt. Diese ist im Regelfall mit Einschränkungen und Nebenbestimmungen versehen, zum Beispiel bestimmten Grenzwerten für im Abwasser enthaltene Schadstoffe. Eine solche, erlaubte, Gewässerbenutzung stellt zwar eine Verschmutzung des Gewässers dar, sie gilt aber nicht als Gewässerverunreinigung im rechtlichen Sinne, selbst dann nicht, wenn sie nachweisbare ökologische Schäden verursacht. 
Dennoch können sich aus langfristiger Wasserverschmutzung auch strafrechtliche Konsequenzen ergeben. In Deutschland wurde, in manchen Regionen über Jahre, die nationale Düngeverordnung zu verbindlich vorgeschriebenen Nitratgrenzwerte missachtet. Da hinter diesen Regelwerken jedoch eine EU-Richtlinie steht, kann der Europäische Gerichtshof, über Jahre zu wenig gegen die Belastung des Grundwassers unternommen wurde, entsprechende Strafzahlungen verlangen.

## Ausmaß der Gewässerverschmutzung

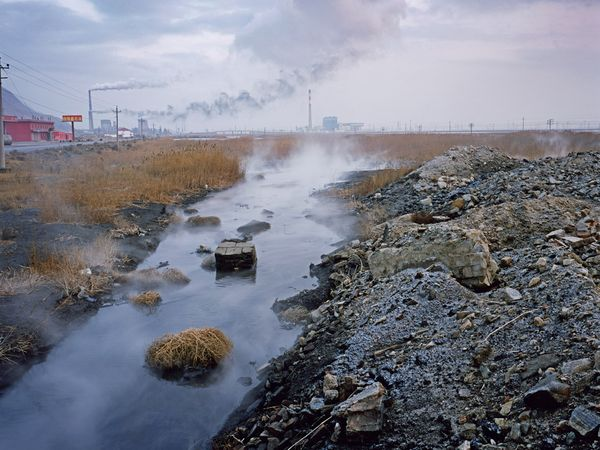
Stark verschmutztes Gewässer in China

Weil heute in Deutschland und anderen EU-Staaten fast alle Städte und Dörfer eine Kläranlage haben, geht dort die Verschmutzung zurück, und die Gewässergüte steigt. Allerdings ist die Filtereffektivität von Kläranlagen bei bestimmten Stoffklassen begrenzt, z. B. bei den durch Abwässer in die Flüsse gelangten endokrinen Disruptoren.
Zu den verschmutztesten deutschen Gewässern zählen die Elbe und Saale. Weltweit sind in bedrohlichem Ausmaß unter anderem der Río Matanza-Riachuelo in Argentinien, das Nigerdelta und der Citarum-Fluss auf der Insel Java belastet.
Laut einem 2018 veröffentlichten Bericht der Europäischen Umweltagentur, sind zwei Drittel der europäischen Gewässer in keinem guten ökologischen Zustand. In vielen kleinen Bächen werden immer wieder starke Pestizidbelastungen gemessen, welche die zugelassenen Grenzwerte teilweise bei weitem übersteigen.
In China sind 60 bis 80 Prozent des Grundwassers schwer verschmutzt und nicht mehr als Trinkwasser geeignet.

### Meere

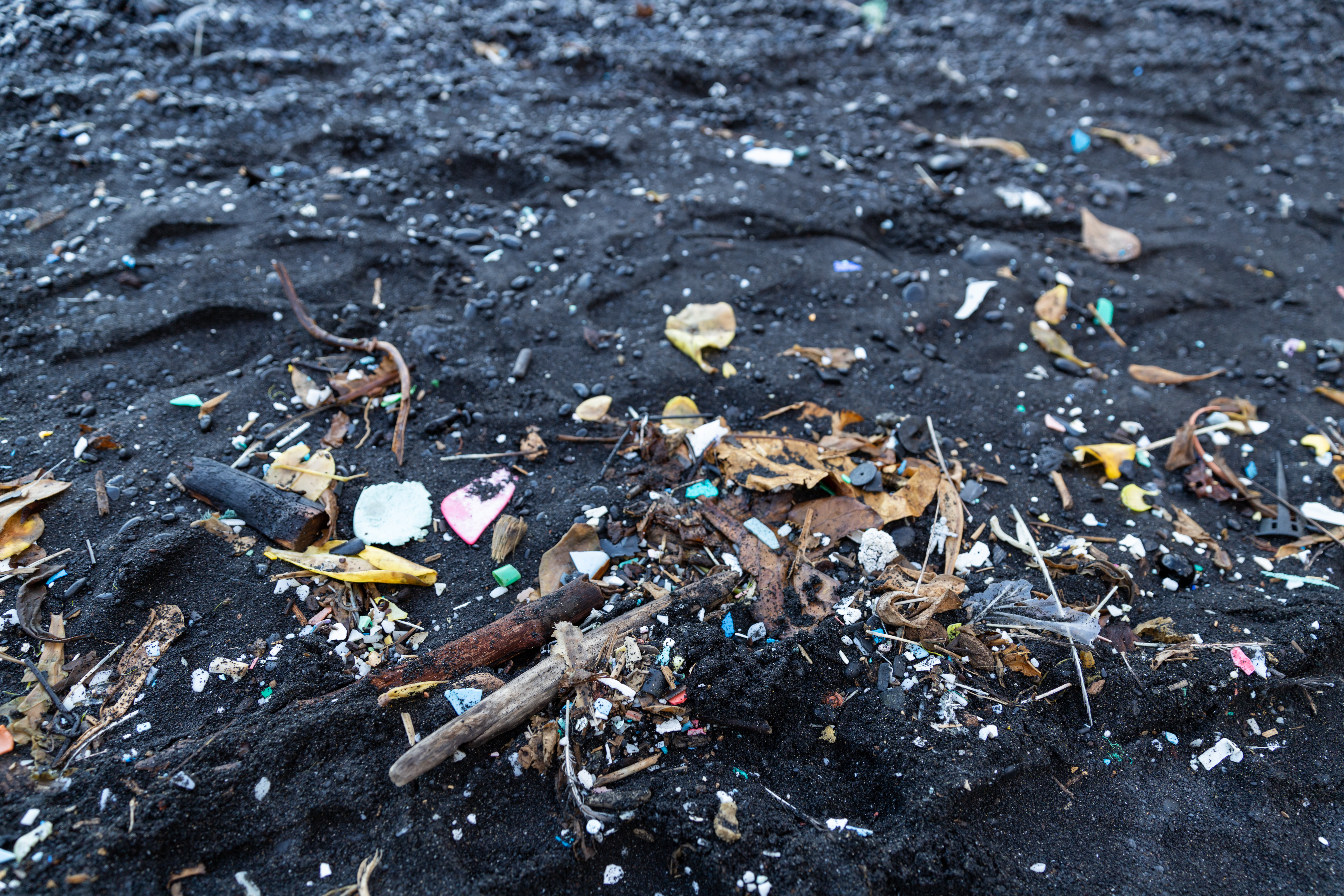
Plastikmüll an einem einzigartigen schwarzen Sandstrand auf Maui

Im offenen Meer macht sich die Gewässerverschmutzung an vielen Stellen schon mit bloßem Augen bemerkbar, unter anderem als Müllstrudel. Dabei handelt es sich um ozeanische Wirbel, in denen sich aufgrund der Meeresströmungen riesige Müllteppiche angesammelt haben. Der größte davon befindet sich im Nordpazifik. Weitere Ursachen sind Ölverschmutzungen, chemische und radioaktive Altlasten in den Meeren und das weitverbreitete Einleiten ungeklärter Abwässer in das Meer. Geschätzt gelangen so bis zu 13 Millionen Tonnen Müll jährlich in die Ozeane. Insbesondere Länder im asiatischen Raum tragen dazu bei, dass über Mülldeponien eine enorme Menge Plastik aus der Industrie sowie aus Privathaushalten direkt in den Flüssen entsorgt wird. Zusätzlich zu dem Eintrag von Schadstoffen und Müll durch ins Meer mündende natürliche und künstliche Zuflüsse ist der marine Schiffsverkehr ein großer Belastungsfaktor. Diesem Umstand wurde durch die Verabschiedung des Internationalen Übereinkommens zur Verhütung der Meeresverschmutzung durch Schiffe Rechnung getragen. Bei Havarien von Schiffen – insbesondere Tankern – oder Gas- und Ölbohrplattformen ist das Gefährdungspotenzial entsprechend noch höher.

## Gegenmaßnahmen

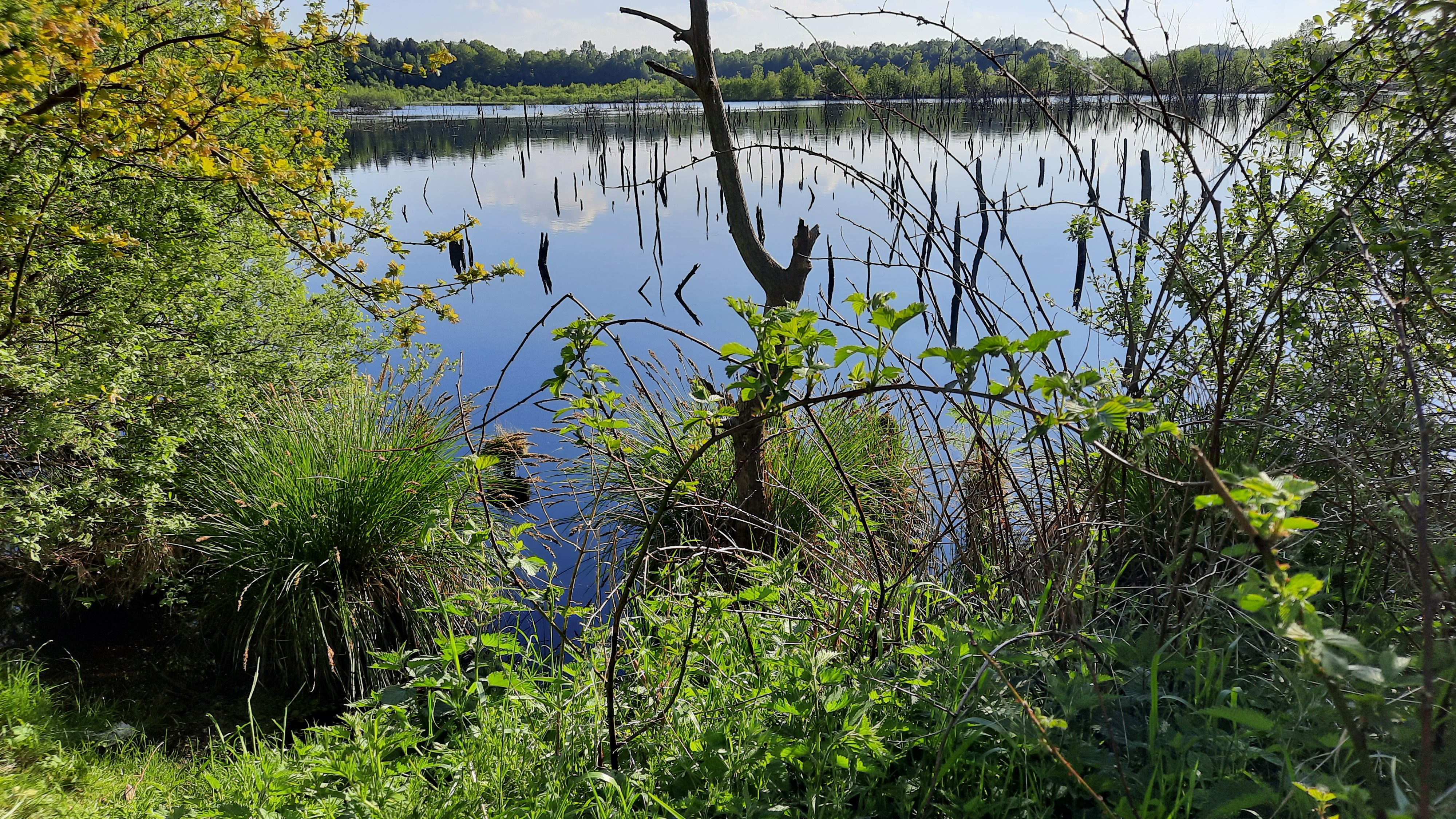
Renaturierte Torfabbau-Fläche, Tarbeker Moor

Im Umweltschutz wurden die Bemühungen zum Gewässerschutz, also zum Schutz des Grundwassers und der Oberflächengewässern, einschließlich Feuchtgebieten, Flüssen, Seen und den Meeresschutz beinhaltet, deutlich verstärkt. Wasser ist nicht nur für den Menschen eine lebenswichtige Ressource, ohne ausreichend Wasser veröden ganze Ökosysteme. Neben der Wasserverfügbarkeit ist auch die Wasserqualität bedeutsam für den Erhalt der Biodiversität. Die Renaturierung

## Rechtliches

### Normative Grundlage in Deutschland
In § 324 StGB wird der Tatbestand definiert:
1. Wer unbefugt ein Gewässer verunreinigt oder sonst dessen Eigenschaften nachteilig verändert, wird mit Freiheitsstrafe bis zu fünf Jahren oder mit Geldstrafe bestraft.
2. Der Versuch ist strafbar.
3. Handelt der Täter fahrlässig, so ist die Strafe Freiheitsstrafe bis zu drei Jahren oder Geldstrafe.

Unter einem Gewässer versteht die deutsche Rechtsprechung gemäß der Begriffsbestimmung in § 330d StGB ein oberirdisches Gewässer (z. B. Flüsse, Bäche oder Binnenseen), das Grundwasser und das Meer. Dagegen werden Leitungswasser, in künstlichen Behältnissen gefasstes Wasser und Abwasser von dieser Definition ausgeschlossen.
Eine nachteilige Verschlechterung stellt jede nicht unerhebliche Verschlechterung der Gewässereigenschaften im physikalischen, chemischen oder biologischen Sinne dar. Ein Unterfall davon ist die Verunreinigung, die äußerlich erkennbare Veränderungen wie Trübungen und Ölspuren umfasst. Es reicht bereits aus, wenn die Eigenschaften nur vorübergehend nachteilig verändert werden. Ebenso muss nicht unbedingt die Wasserqualität beeinflusst werden, schon eine faktische Beeinträchtigung der Nutzungsmöglichkeiten kann ausreichen, z. B. bei Hindernissen oder scharfkantigen Gegenständen in einem Badesee. Eine gewisse Erheblichkeit ist hier notwendig.
Das Tatbestandsmerkmal unbefugt weist auf die Rechtswidrigkeit hin. Es wird nicht erfüllt, wenn eine wirksame behördliche Genehmigung für die Verunreinigung vorliegt.
Neben der vorsätzlichen Begehung wird auch die fahrlässige bestraft, allerdings mit einem geringeren Strafmaß. Ebenso wird der Versuch geahndet. Die Tat verjährt nach fünf Jahren (§ 78 StGB Abs. 3 Nr. 4). Die Qualifikationsmerkmale des besonders schweren Fall einer Umweltstraftat (§ 330 StGB) gelten entsprechend.

### Strafrechtliche Relevanz
Gewässerverunreinigungen sind hinter dem Unerlaubten Umgang mit gefährlichen Abfällen (§326 StGB) das zweithäufigste Umweltdelikt. Das deutsche Bundeskriminalamt hat für das Jahr 2003 insgesamt 4415 Fälle und damit 14 weniger als im vergangenen Jahr erfasst. Zwar ist der Trend seit Jahren rückläufig, jedoch muss von einer hohen Dunkelziffer ausgegangen werden. Die geringe Aufklärungsquote von ca. 20 % trübt zudem die Erwartungen an eine umfassende Bekämpfung dieser Kriminalitätsform.

### Andere Staaten
Österreich regelt das Delikt in den §§ 180 (Vorsätzliche Beeinträchtigung der Umwelt) und 181 StGB (Fahrlässige Beeinträchtigung der Umwelt), die Schweiz in Art. 70 GSchG.
Auf europäischer Ebene wurden besondere Maßnahmen gegen die gefährlichsten Stoffe in Oberflächen- und Grundwasser und im Meerwasser auf Grundlage der Wasserrahmenrichtlinie eingeleitet.
2018 wurde Italien zu einer jährlichen Geldbuße von 60 Millionen Euro verurteilt. Dies weil 74 italienische Gemeinden ihre Abwässer immer noch gänzlich ungereinigt oder zu wenig gereinigt in Flüsse oder ins Meer lassen.